# Nationales Hallenstadion Peking
Das Nationale Hallenstadion (chinesisch 北京國家體育館 / 北京国家体育馆, Pinyin Běijīng Guójiā Tǐyùguǎn, englisch Beijing National Indoor Stadium) ist eine Mehrzweckhalle auf dem Olympiagelände im Norden Pekings. Sie wurde anlässlich der Olympischen Sommerspiele 2008 für die Wettbewerbe Turnen, Trampolinturnen und Handball errichtet. Zu den Sommer-Paralympics 2008 fanden die Rollstuhlbasketball-Wettbewerbe dort statt. Die Arena hat eine Kapazität von 18.000 Zuschauern. Nach dem Ende der Paralympics wurde die Wettkampfstätte für große Sportveranstaltungen, kulturelle und sonstige Unterhaltungsprogramme genutzt. Während der Olympischen Winterspiele 2022 wurden im Nationalen Hallenstadion Eishockeyspiele ausgetragen.

## Konzept
Das Hallenstadion beinhaltet zwei Hallen, die innerhalb des Stadions zu einer 8 angeordnet sind. Die 8 verweist auf das achte Jahr des dritten Jahrtausends, in welchem die Spiele stattfinden, symbolisiert gleichzeitig als liegende 8 auf die Unendlichkeit und stärkt als Glückszahl der chinesischen Mythologie den positiven Geist der Spiele. Nach Angabe des für das Design zuständigen Nürnberger Architekturbüros Glöckner, welches auch schon für den Neubau des Leipziger Zentralstadions (in Gemeinschaft) und die Arena Nürnberg verantwortlich zeichnete, „lösen sich das Dach und die Fassade ineinander auf und vereinigen sich zu einer umfassenden biomorphen Einheit“. Gleichzeitig werde „die Dynamik der in der Arena stattfindenden Sportarten in dem rhythmischen Schwung der Dachlandschaft widergespiegelt“. Der Außenbereich wird durch die Anlage von acht sogenannten „Moon Lakes“ komplettiert.

## Lage
Das Nationale Hallenstadion befindet sich im Süden des Olympiageländes und ist Teil des Olympic Green. Es liegt an der Hauptachse des Areals und bildet zusammen mit dem Nationalen Schwimmzentrum an der zweiten und dem Nationalstadion Peking an der dritten Ecke ein nahezu gleichseitiges Dreieck.

## Galerie

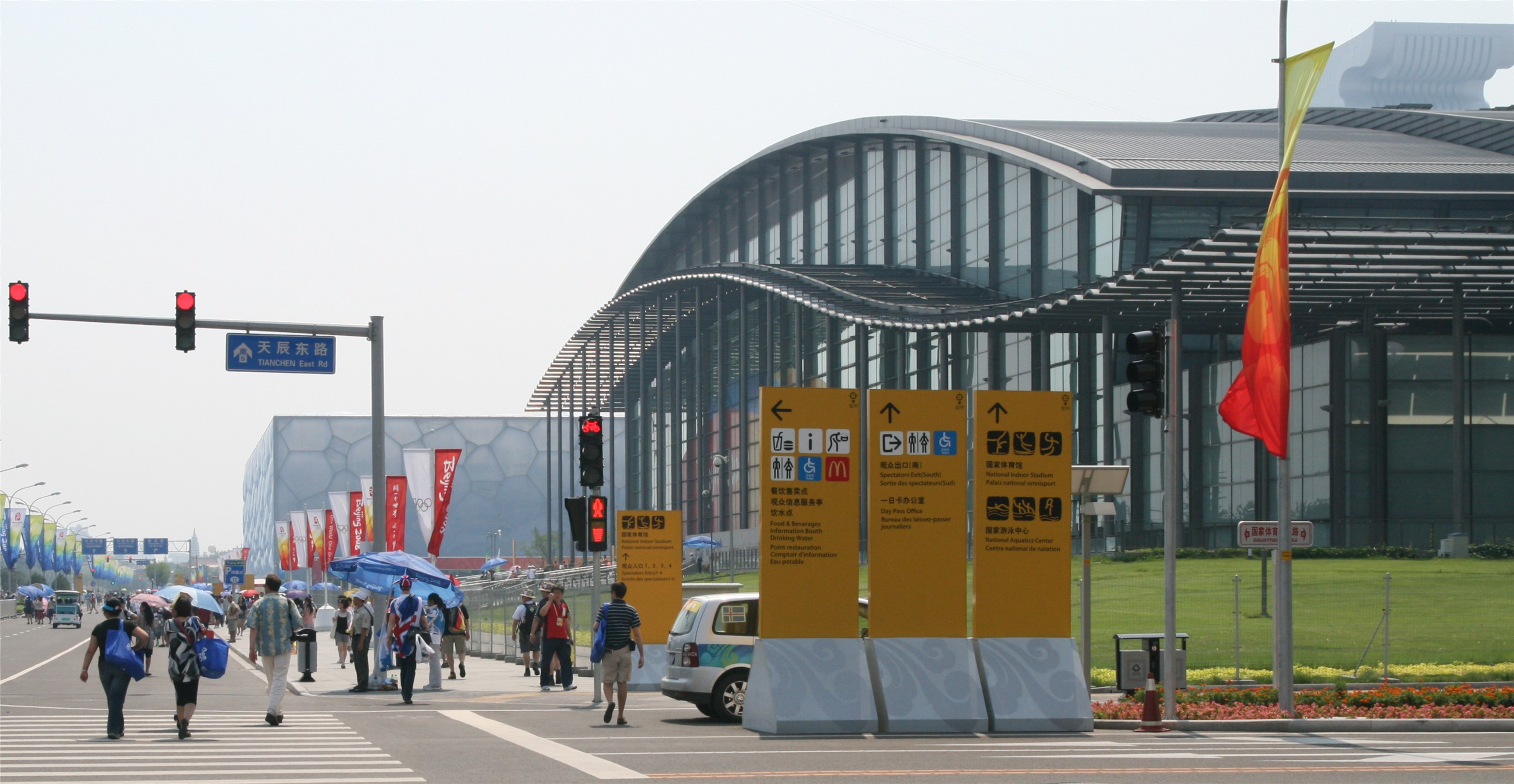
Die Halle mit dem Nationalen Schwimmzentrum im Hintergrund
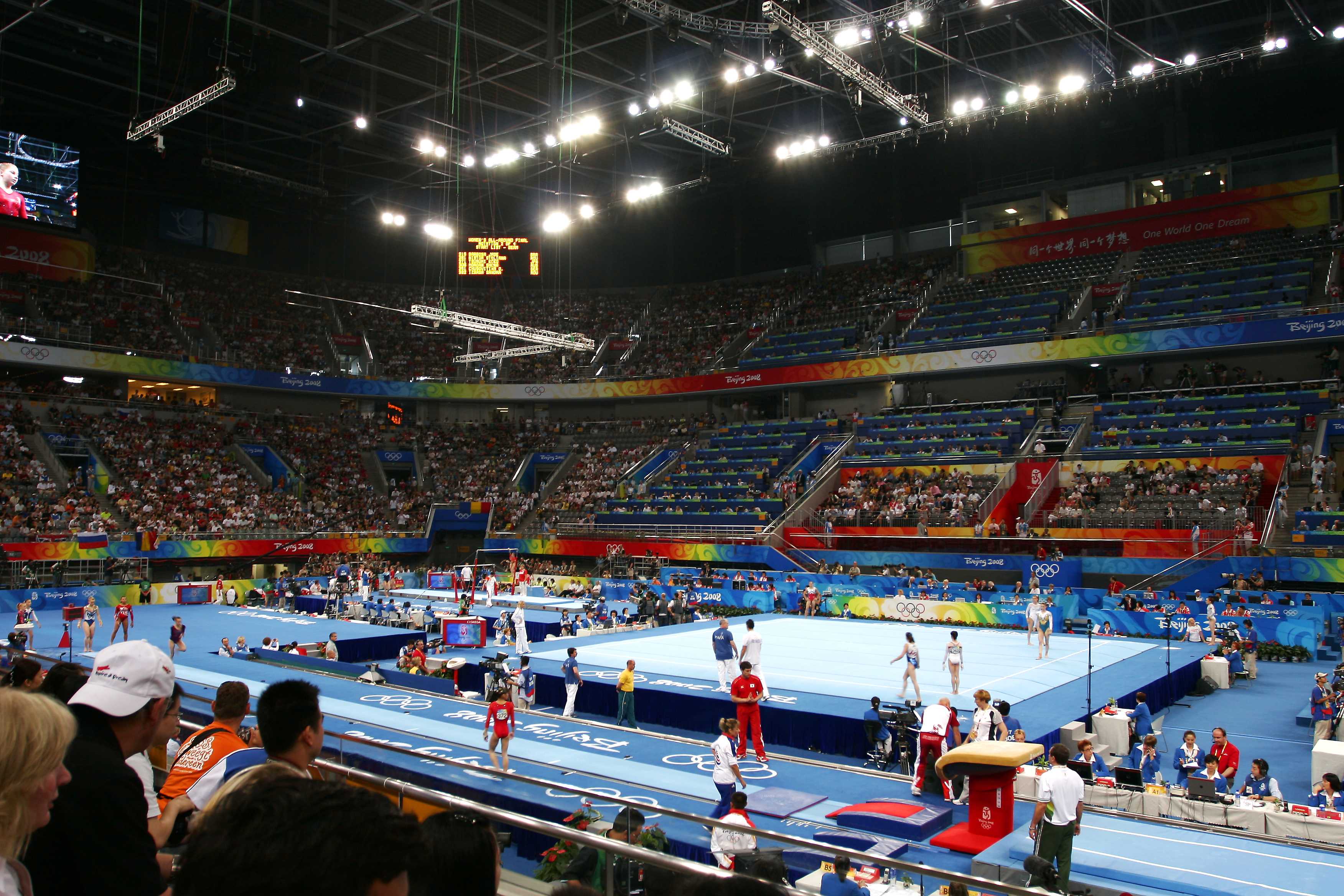
Die olympischen Turnwettbewerbe in der Halle
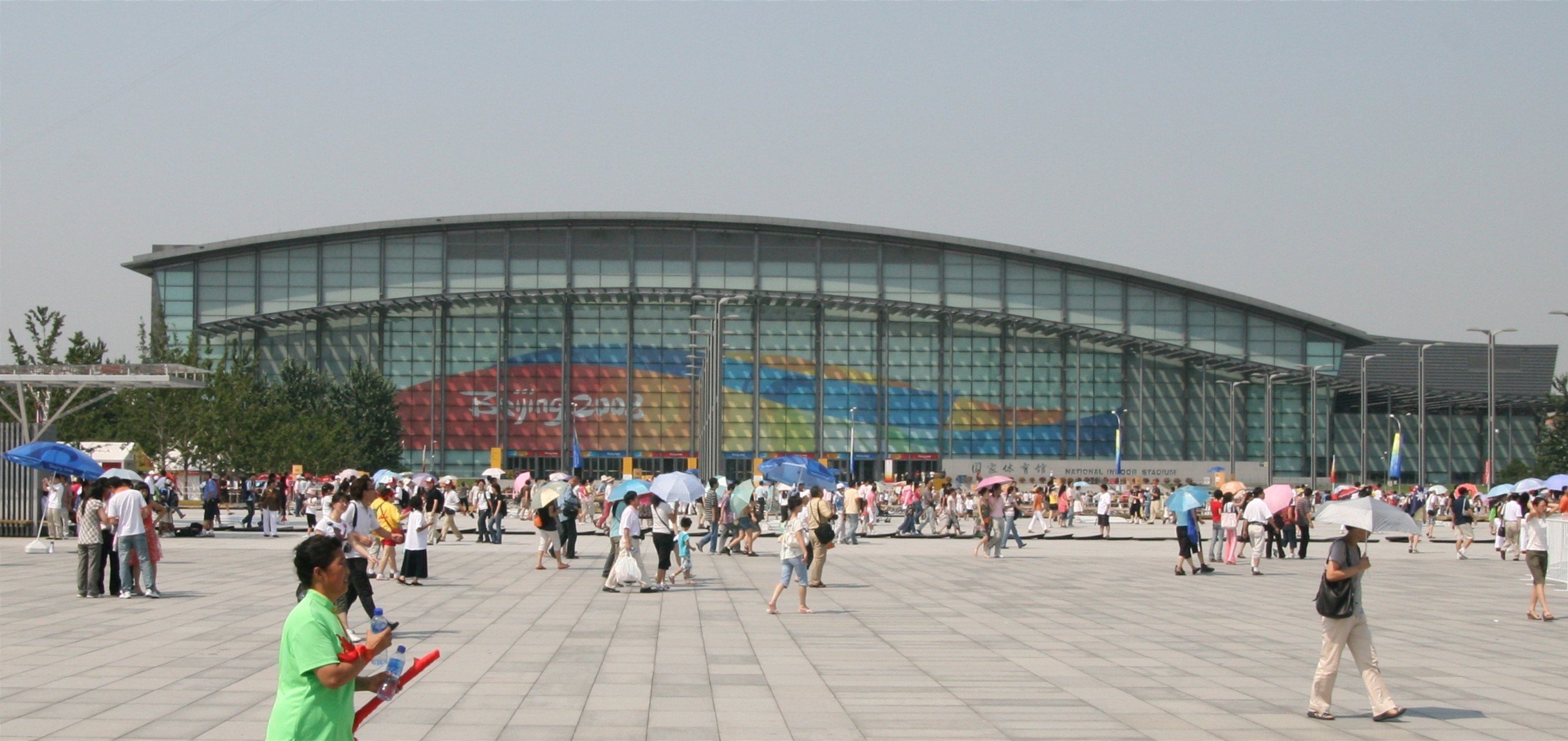
Die Arena während der Olympischen Spiele 2008
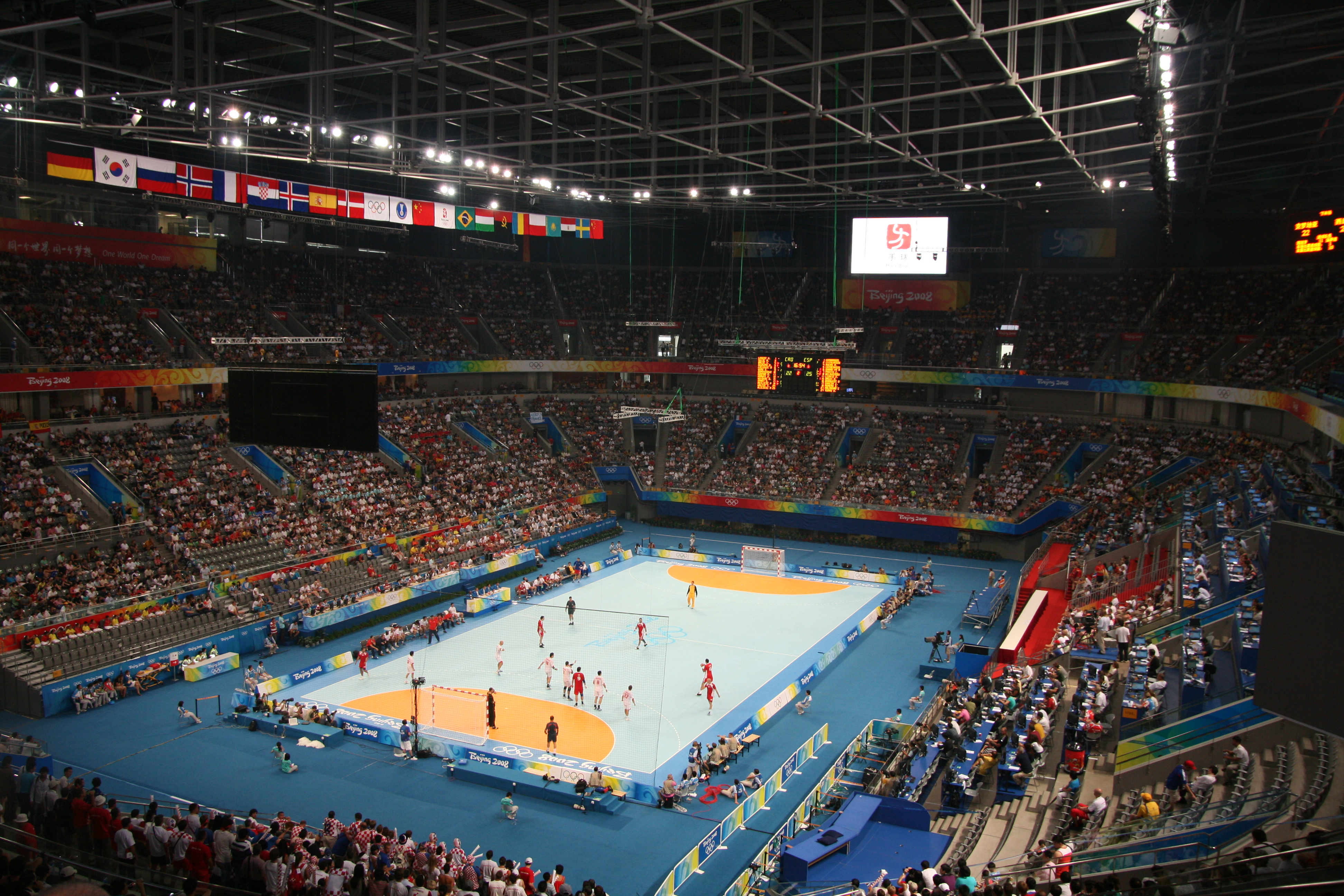
Handballspiel um Platz drei der Olympischen Spiele zwischen Kroatien und Spanien (29:35)